# Kammatthana
Kammaṭṭhāna (Pali, Skt.: karmasthana; wörtl. „Übungsgebiet“; ähnlicher Begriff: Bhāvanā – Geistesentfaltung; in Thai: กรรมฐาน, gesprochen: [kamˑmáˑtʰǎːn]) bezeichnet im übertragenen Sinn einen Ort innerhalb des Geistes, wohin man sich zurückziehen kann, um an seiner geistigen Weiterentwicklung zu arbeiten. Kammaṭṭhāna bedeutet eine Meditations-Praxis, die darauf ausgerichtet ist, jeglichen Aspekt von „Verblendung“, „die den Geist trübenden Leidenschaften“ (kilesa), von Verlangen (taṇhā), von Unwissenheit oder „Nichtsehen“ (avijjā – siehe Drei Geistesgifte) aus dem Herzen zu entfernen, um so die Verbindung des Geistes zu dem Kreislauf von sich wiederholenden Geburten und darauffolgendem Tod zu unterbrechen.
Kammaṭṭhāna bezeichnet auch oft eine spezielle Richtung in der thailändischen Waldtradition, wie sie von den berühmten Meditationsmeistern Ajahn Sao Kantasilo und Ajahn Mun Bhuridatta praktiziert wurde.
Es handelt sich hier genauer gesagt um die 40 Objekte der Meditation (bhāvanā), wie sie im dritten Kapitel der Visuddhimagga niedergeschrieben stehen. Von einem Meditations-Lehrer werden dem Praktizierenden nach und nach alle 40 Klassischen Objekte zur Vertiefung genannt, abhängig vom Temperament des Schülers und seinem geistigen Fortschritt:
- Die ersten zehn Kammaṭṭhāna sind die zehn Kasina-Übungen, es sind Dinge, die man direkt erblicken kann:
  - Erde (1), Wasser (2), Feuer (3), Wind (4), Blau (5), Gelb (6), Rot (7), Weiß (8), Licht (9), begrenzter Raum (10).
- Die nächsten zehn Objekte sind die „Ekelobjekte“ (Asubha):
  - Aufgedunsene Leichen (1), blauverfärbte (2), eitrige (3), aufgespaltene (4), angenagte (5), umhergestreute (6) oder zerhackte und umhergestreute (7), blutige (8), von Würmern gefressene Leichen (9) sowie das Skelett (10).
- Es folgen die zehn Betrachtungen (Anussati):
  - die ersten drei sind die Drei Juwelen, (1) Buddha, (2) Dhamma und (3) Sangha;
  - die nächsten drei sind die Tugenden (4) der Moral (sīla), (5) Freigebigkeit (dāna) und (6) die Himmelswesen (Deva);
  - es folgen (7) der Tod, (8) der Körper (kāya), (9) der Atem (prāna) oder das Ein- und Aus-Atmen (ānāpāna) und (10) der Friede.
- Weiterhin gibt es die vier „Göttlichen Verweilzustände“ (brahmavihāra): (1) Güte (mettā), (2) Mitleid (karunā), (3) Mitfreude (muditā), (4) Gleichmut (upekkhā),
- die vier „Unkörperlichen Gebiete“ (arūpâyatana): (1) unendlicher Raum, (2) unendliches Bewusstsein, (3) unendliches Nichts, (4) weder Wahrnehmung noch Nichtwahrnehmung,
- die Vorstellung von Ekel vor Nahrung (āhāre patikūla-saññā),
- und die Analyse der vier Elemente (catu-dhātu-vavat-thana): Erde  (pathavī), Wasser (āpo), Feuer (tejo) und Luft (vayo).

Der ehrenwerte Ajahn Man hat in seinen Schriften immer wieder betont, dass, obwohl es sich bei Kammaṭṭhāna eigentlich um einen technischen Ausdruck handelt, und es für die Dhutanga-Bhikkhus eine besondere Bedeutung hat, so doch die wahre Grundlage des Kammaṭṭhāna in jedermann, ordinierten Mönchen oder Laien, gefunden werden kann. Sie wird seit der Zeit des Buddha während der Ordinations-Zeremonie dem neuen Mönch gelehrt. Es sind die fünf Grund-Kammaṭṭhāna über die Bestandteile des Körpers: Haupthaare (kesa), Körperhaare (loma), Nägel (nakhā), Zähne (dantā) und Haut (taco), auf denen eine weiterführende Meditation – geleitet durch einen verantwortungsvollen Lehrer – aufbauen kann.